# 四丁基三碘化铵
四丁基三碘化铵是一种季铵盐，化学式为(C4H9)4NI3。它可由四丁基碘化铵和碘反应制得。它和钯反应，生成[(C4H9)4N]2[Pd2I6]。它和[Fe(dppFc)2](BF4)2在硝基甲烷中反应，可以得到紫色的[Fe(dppFc)2](I3)2。

## 拓展阅读
- H. Stegemann, A. Rohde, A. Reiche, A. Schnittke, H. Füllbier. . Electrochimica Acta. 1992-03, 37 (3): 379–383  [2022-04-05]. doi:10.1016/0013-4686(92)87025-U. （原始内容存档于2022-06-15） （英语）.